# Grand Prix automobile d'Allemagne 1985

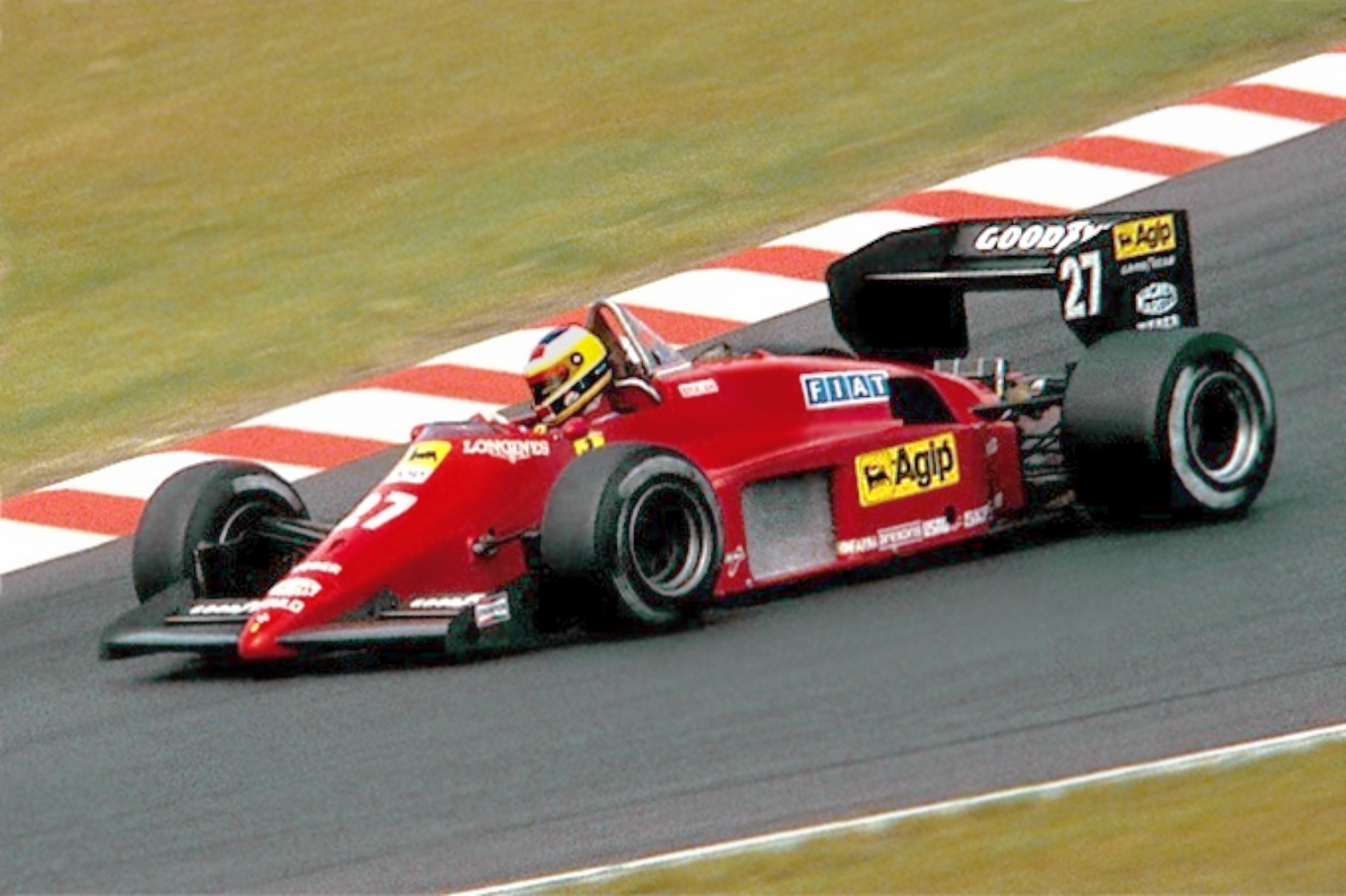
Michele Alboreto, victorieux sur Ferrari

Résultats du Grand Prix d'Allemagne de Formule 1 1985 qui a eu lieu sur le Nürburgring le 4 août 1985.

## Classement

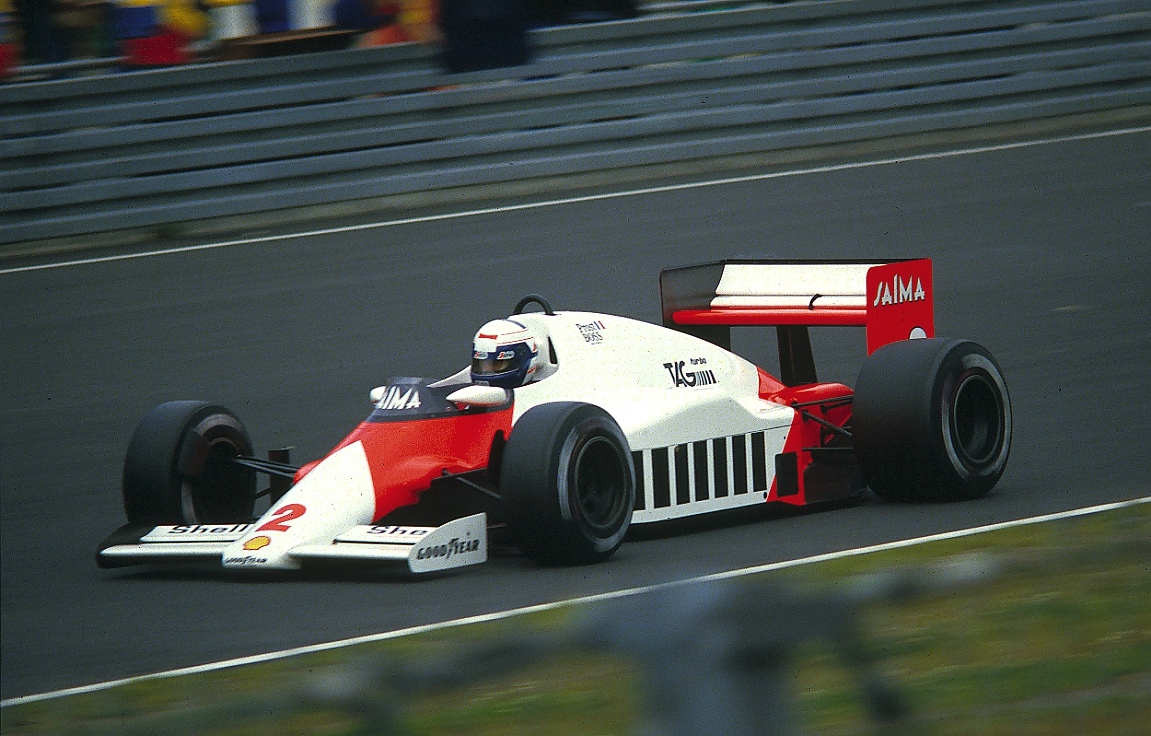
Alain Prost, deuxième avec 11 secondes de retard.

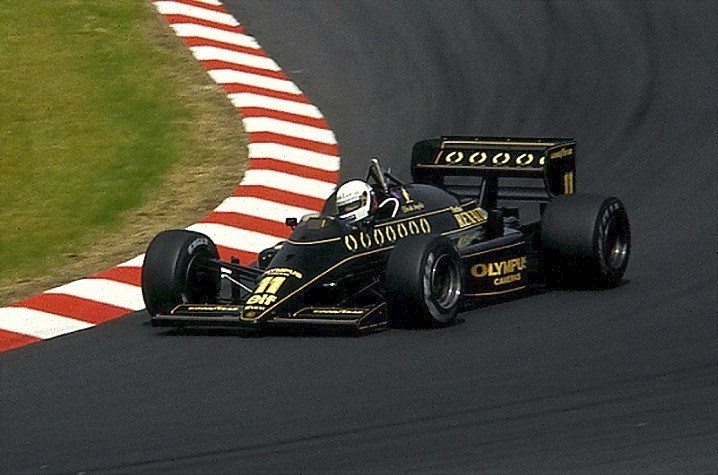
Elio De Angelis sur la Lotus-Renault au Grand Prix d'Allemagne 1985

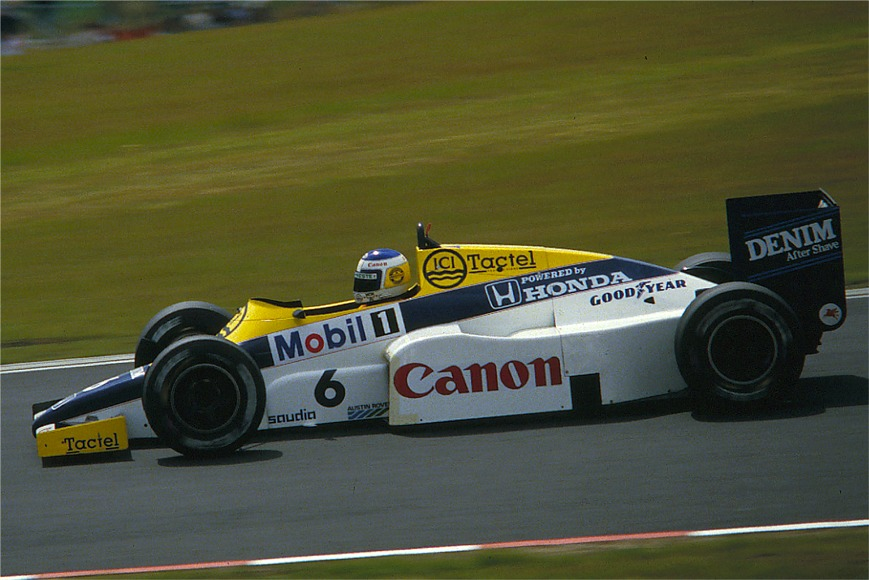
Keke Rosberg sur Williams FW10 au Grand Prix d'Allemagne 1985

| Pos. | No | Pilote             | Écurie                 | Tours | Temps/Abandon                      | Grille | Points |
| ---- | -- | ------------------ | ---------------------- | ----- | ---------------------------------- | ------ | ------ |
| 1    | 27 | Michele Alboreto   | Ferrari                | 67    | 1 h 35 min 31 s 337 (191,147 km/h) | 8      | 9      |
| 2    | 2  | Alain Prost        | McLaren-TAG            | 67    | + 11 s 661                         | 3      | 6      |
| 3    | 26 | Jacques Laffite    | Ligier-Renault         | 67    | + 51 s 154                         | 13     | 4      |
| 4    | 18 | Thierry Boutsen    | Arrows-BMW             | 67    | + 55 s 279                         | 15     | 3      |
| 5    | 1  | Niki Lauda         | McLaren-TAG            | 67    | + 1 min 13 s 972                   | 12     | 2      |
| 6    | 5  | Nigel Mansell      | Williams-Honda         | 67    | + 1 min 16 s 820                   | 10     | 1      |
| 7    | 17 | Gerhard Berger     | Arrows-BMW             | 66    | + 1 tour                           | 17     |        |
| 8    | 3  | Stefan Bellof      | Tyrrell-Renault        | 66    | + 1 tour                           | 19     |        |
| 9    | 28 | Stefan Johansson   | Ferrari                | 66    | + 1 tour                           | 2      |        |
| 10   | 4  | Martin Brundle     | Tyrrell-Ford           | 63    | + 4 tours                          | 26     |        |
| 11   | 29 | Pierluigi Martini  | Minardi-Motori Moderni | 62    | Panne d'essence                    | 27     |        |
| 12   | 6  | Keke Rosberg       | Williams-Honda         | 61    | Freins                             | 4      |        |
| Abd. | 23 | Eddie Cheever      | Alfa Romeo             | 45    | Turbo                              | 18     |        |
| Abd. | 11 | Elio De Angelis    | Lotus-Renault          | 40    | Moteur                             | 7      |        |
| Abd. | 24 | Huub Rothengatter  | Osella-Alfa Romeo      | 32    | Boîte de vitesses                  | 25     |        |
| Abd. | 19 | Teo Fabi           | Toleman-Hart           | 29    | Embrayage                          | 1      |        |
| Abd. | 12 | Ayrton Senna       | Lotus-Renault          | 27    | Transmission                       | 5      |        |
| Abd. | 16 | Derek Warwick      | Renault                | 25    | Allumage                           | 20     |        |
| Abd. | 7  | Nelson Piquet      | Brabham-BMW            | 23    | Turbo                              | 6      |        |
| Abd. | 15 | Patrick Tambay     | Renault                | 19    | Sortie de piste                    | 16     |        |
| Abd. | 8  | Marc Surer         | Brabham-BMW            | 15    | Moteur                             | 11     |        |
| Abd. | 9  | Manfred Winkelhock | RAM-Hart               | 8     | Moteur                             | 22     |        |
| Abd. | 22 | Riccardo Patrese   | Alfa Romeo             | 8     | Boîte de vitesses                  | 9      |        |
| Abd. | 14 | François Hesnault  | Renault                | 8     | Embrayage                          | 23     |        |
| Abd. | 10 | Philippe Alliot    | RAM-Hart               | 8     | Pression d'huile                   | 21     |        |
| Abd. | 30 | Jonathan Palmer    | Zakspeed               | 7     | Alternateur                        | 24     |        |
| Abd. | 25 | Andrea De Cesaris  | Ligier-Renault         | 0     | Collision                          | 14     |        |

## Pole position et record du tour
- Pole position : Teo Fabi en 1 min 17 s 429 (vitesse moyenne : 211,177 km/h).
- Meilleur tour en course : Niki Lauda en 1 min 22 s 806 au 53e tour (vitesse moyenne : 197,464 km/h).

## Tours en tête
- Keke Rosberg : 33 (1-15 / 27-44)
- Ayrton Senna : 11 (16-26)
- Michele Alboreto : 23 (45-67)

## À noter
- 5e et dernière victoire pour Michele Alboreto.
- 91e victoire pour Ferrari en tant que constructeur.
- 91e victoire pour Ferrari en tant que motoriste.
- 1re utilisation d'une caméra embarquée, montée sur la Renault de François Hesnault.